# Батькова, Ирина Александровна
Ирина Александровна Батькова (род. 18 сентября 1981 года, город Куйбышев) — российская художница и дизайнер, основательница модного бренда Sirinbird, ориентированного на отечественный фольклор и культуру, и соорганизатор ежегодной дизайнерской выставки «Трын*Трава: современный русский стиль». Работает в стиле русский модерн и орнаментальная графика. В качестве логотипа компании используется мифический персонаж славянских легенд — женщина-птица Сирин. Работы Батьковой преимущественно печатаются на шёлке. На 2021 год Sirinbird считается премиальным модным брендом, продукцию как арт-проект собирают коллекционеры со всего мира. У художницы есть ряд крупных коллабораций с российскими музеями и другими культурными центрами.

## Биография
Выпускница Самарского художественного училища по специальности художник-живописец. До 2013 года Батькова работала графическим дизайнером (например, над брендом линейки детского питания Heinz), получала профильные награды, а в свободное время создавала собственные работы, вдохновлённая древнерусским фольклором и историей. Идея коллекционного бренда пришла в конце 2012 года. Батькову мотивировало желание создать универсальный подарок с национальным колоритом: «Я всегда любила платки, часто покупала их во время зарубежных путешествий и обратила внимание, что во многих странах легко их найти с национальной символикой, а в России на ум приходят разве что павлопосадские». Ориентиром стали русские народные сказки и былины, традиционные росписи, работы русских живописцев, хорошо известные за рубежом.
Дебютные работы Батьковой назывались «1-й космонавт» (навеянная легендой о встрече птицы Сирин и Юрия Гагарина), «Змей Горыныч», «Славянский» и «Кандинский» — 60 первых платков раскупили за неделю. На 2021 год Sirinbird считается премиальным модным брендом, шёлковые платки как арт-проект собирают коллекционеры со всего мира, платки включали в официальный подарочный фонд на экономическом форуме в Давосе.
Батькова работает над эскизом каждой работы одна, она отмечает, что каждая новая работа до запуска печати на шёлке занимает от 1,5 до 2,5 месяцев и включает сбор фактуры из книг, создание карандашных зарисовок, их полноценных цветных эскизов, векторизация рисунка на компьютере, изготовление цветопробы на заводе.
В 2013-м году Ирина Батькова не нашла в России качественное производство, потому что широкоформатная цветная печать на натуральном шёлке не была распространена, поэтому продукция Sirinbird изготавливается на старой итальянской мануфактуре, которая также печатает бренды Furla и Michael Kors. В 2014-м художница собирала средства через краудфандинговую платформу Boomstarter, чтобы запустить первый крупный тираж, потому что мануфактура не обслуживала маленькие заказы. На конец 2021-го каждая серия аксессуаров с принтами насчитывает всего нескольких тысяч экземпляров, но есть лимитированные коллекции — около 100 штук.
| - Творческий процесс - Работа «1-й космонавт» с Гагарином и птицей Сирин, 2013 - Работа «Сказки Пушкина», 2018 - Векторизация «Сказок Пушкина», 2018 - Работа «Серафимы» на ватмане, 2020 |

## Коллекции, коллаборации и выставки

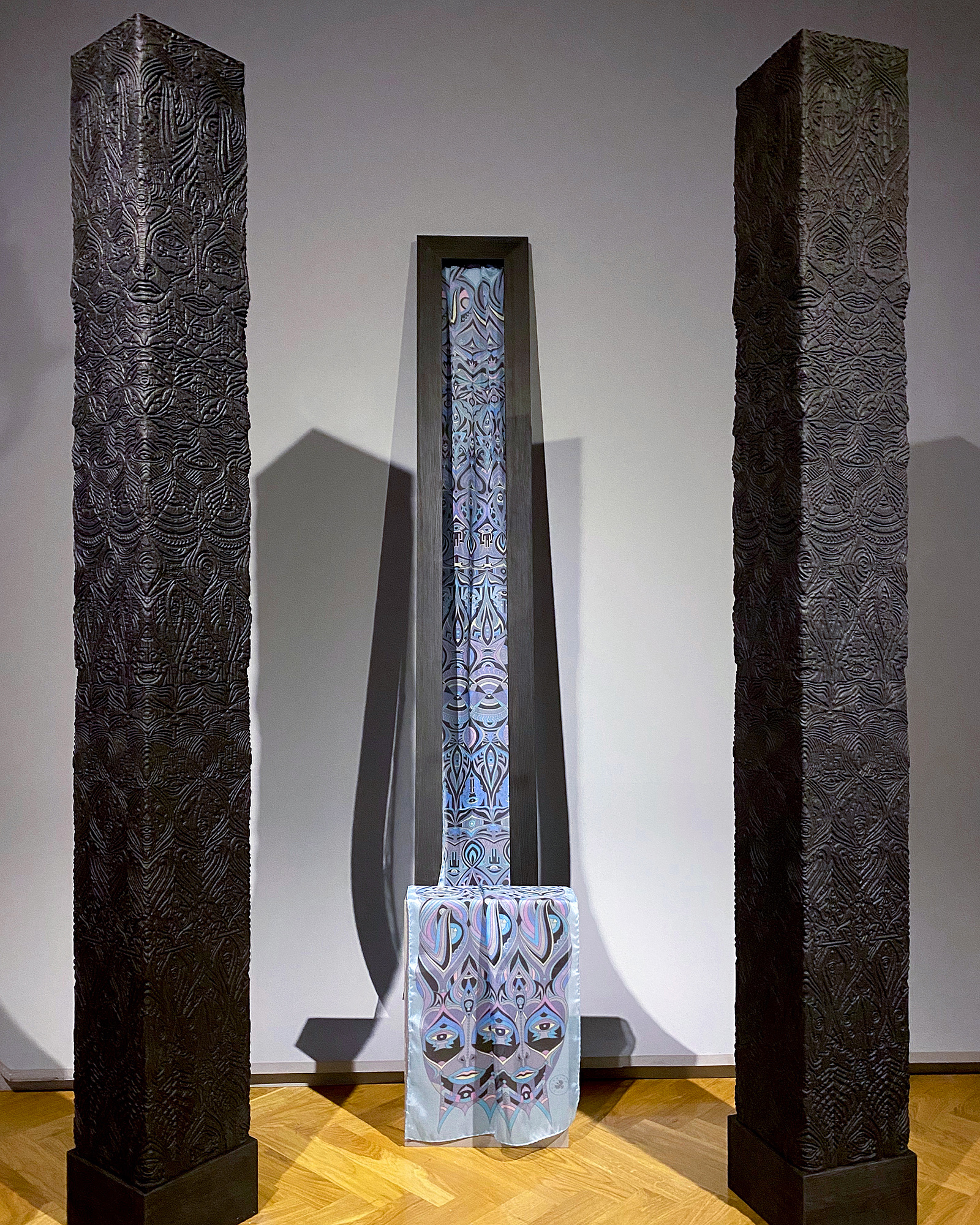
Инсталяция на выставке «Трын*Трава», 2020

- июль 2016 года — проект с Музеем «Фаберже», работа «Ландыши» с изображением одноимённого пасхального яйца Карла Фаберже[2]
- март 2017 года — проект к 145-летию Государственного исторического музея, работа «Московское чудо» с изображением 11 куполов Храма Василия Блаженного и внутреннего узора храма[2][16]
- октябрь 2017 года — проект к юбилею российской версии журнала Marie Claire, серия работ «Путешествие», олицетворяющая мир современной женщины[2][17]
- ноябрь 2017 года — проект для Всемирного фонда дикой природы, коллекция «Легенды Амура» с работами «Ульчи» и «Амур» — 10 % от выручки было передано на благотворительность[2][18]
- декабрь 2018 года — проект со студией «Союзмультфильм»[19], в работе были обыграны классические изображения героев мультфильма «Щелкунчик» 1973 года (художник Борис Степанцев)[20][1][21]

Платок — это мой способ рассказать историю на шёлке. <...> Это как искусство, которое можно унести с собой. Картина в этом плане удалена от зрителя, к ней надо идти, чтобы проникнуться её настроением. А платок — и вообще прикладное искусство...Ирина Батькова
Другие коллекции и моноработы:
- коллекция «Микрокосмос и макрокосмос»: работы «Космос», «Искры радости (матрёшки-космонавты)», «Мухоморы и бабочки» и «1-й космонавт»[10]
- серия «Русские сказки» с работами «Тридесятое Царство», «Хозяйка Медной горы»[22]
- работы «Калинов мост» (в мифологии по нему душа проходит над огненной рекой Смородиной), «Индрик», «Драконы и Единороги», «Иван-да-Марья», «Сказки Пушкина», «Живая вода», «Петербургская сказка» и другие[1][23][24][25][26][27][28]

В 2017 году ролик о Sirinbird (совместная работа художницы с Мастерской режиссуры музыкального видео Wordshop Music Video Production и электронным музыкантом psypad) был номинирован на премии престижного в мире моды чикагского фестиваля Fashion in Film Festival как лучшая операторская работа, лучший монтаж и лучшие аксессуары, и вошёл в официальную программу.
Авторская выставка «Шелковые песни птицы Сирин» проходила в 2016-м в московском Музее моды. В 2018-м Ирина Батькова, Светлана Попова, Юля Герасимова и Элина Туктамишева организовали выставку «Трын*Трава: современный русский стиль», которая собирает как работы современных художников, отражающих национальный колорит, так и экспонаты народного промысла из музейных собраний. В разное время «Трын*Трава» проходила в Центре моды и дизайна Всероссийского музея декоративного искусства и в «Росизо».
| - Отпечатанные на шёлке работы - «Драконы и единороги», 2019 - «Серафимы», 2020 - «Чудо чудное», 2020 - Выставка «Трын*Трава», 2019 - «Хозяйка медной горы», 2015 - «Чертополох», 2019 - «Калинов мост», 2019 - Работа «ВолгаРа» в дереве, 2021 |